# Arqueologia histórico-cultural
A Arqueologia histórico-cultural é uma teoria arqueológica que enfatiza a definição de sociedades históricas em agrupamentos étnicos e culturais distintos de acordo com a sua cultura material.
Ela se originou no final do século XIX, quando o evolucionismo cultural começa a perder importância entre muitos antiquários e arqueólogos. Ela foi gradualmente substituída em meados do século XX pela arqueologia processual. A arqueologia histórico-cultural foi em muitos casos influenciada por uma agenda política nacionalista, sendo utilizada para provar uma ligação cultural e/ou étnica direta entre povos pré-históricos e antigos com os modernos Estados-nação, algo que em muitos aspectos foi refutado por pesquisas e evidências arqueológicas posteriores.
Seu primeiro desenvolvimento foi na Alemanha entre os arqueólogos próximos a Rudolf Virchow, mas as ideias histórico-culturais viriam a ser popularizadas pelo arqueólogo e linguista Gustaf Kossinna. O pensamento histórico-cultural foi introduzido na arqueologia britânica por Gordon Childe no final da década de 1920. No Reino Unido e nos Estados Unidos, essa abordagem veio a ser suplantada pelo paradigma teórico dominante na arqueologia durante a década de 1960, com o surgimento da arqueologia processual. No entanto, em outras partes do mundo, ideias histórico-culturais continuam a dominar.

## Conceitos

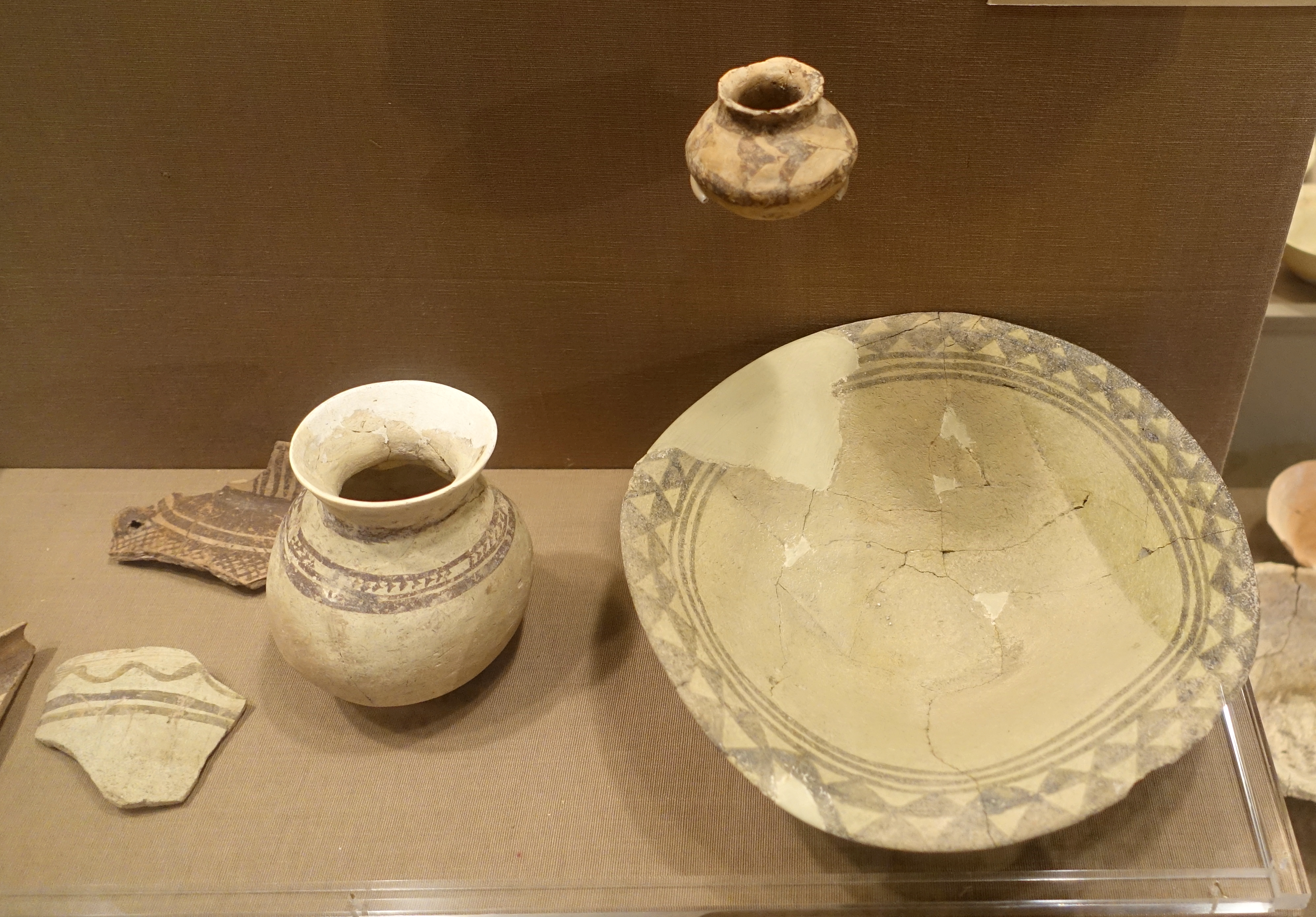
Cerâmica do período Ubaid, Tepe Gawra, Mesopotâmia. A ideia de se definir "culturas" distintas através dos padrões da sua cultura material está no cerne da arqueologia histórico-cultural

### Culturas históricas distintas
O ponto central para a arqueologia histórico-cultural era a sua convicção de que a espécie humana poderia ser subdividida em diferentes culturas que são, em muitos casos, distintas uma da outra. Normalmente, cada uma dessas culturas foi vista como representando uma etnia diferente. A partir de uma perspectiva arqueológica, acreditava-se que cada uma destas culturas podem ser distinguidas por causa da sua cultura material, tal como o modelo de cerâmica que produziu ou as formas de enterramento que praticados.
Alguns arqueólogos histórico-culturais subdividiram e nomearam culturas separadas dentro do seu campo de especialização: Heinrich Schliemann, por exemplo, ao examinar a Idade do Bronze a leste do Mediterrâneo, dividiu essas culturas como distintas entre si:  minoica, micênica, heládica e das Cíclades.

### Difusão e migração
Dentro da arqueologia histórico-cultural, as mudanças na cultura de uma sociedade histórica foram tipicamente explicadas pela difusão de idéias de uma cultura para outra, ou pela migração de membros de uma sociedade em uma nova área, às vezes por invasão. Isso estava em desacordo com as teorias evolutivas realizadas por outros arqueólogos culturais, que, embora aceitando a difusão e a migração como razões para a mudança cultural, também aceitavam o conceito de que o desenvolvimento cultural independente poderia ocorrer dentro de uma sociedade, que era algo que arqueólogos histórico-culturais típicos  se recusavam a aceitar.
Vários arqueólogos histórico-culturais avançaram com a ideia de que todo o conhecimento e tecnologia no mundo antigo haviam sido difundidos a partir de uma única fonte no Oriente Médio, que então se espalhou por grande parte do mundo através de comerciantes. O anatomista australiano Grafton Elliot Smith, por exemplo, em suas obras The Children of the Sun (1923) e O crescimento da Civilização (1924), avançou com a ideia de que a agricultura, a arquitetura, a religião e o governo haviam se desenvolvido no Egito antigo, onde as condições seriam perfeitas para o desenvolvimento de tais elementos, e que essas ideias teriam sido então difundidas para outras culturas. Uma teoria similar foi proposta por FitzRoy Richard Somerset Raglan em 1939, mas ele acreditava que a Mesopotâmia seria essa fonte em vez do Egito.

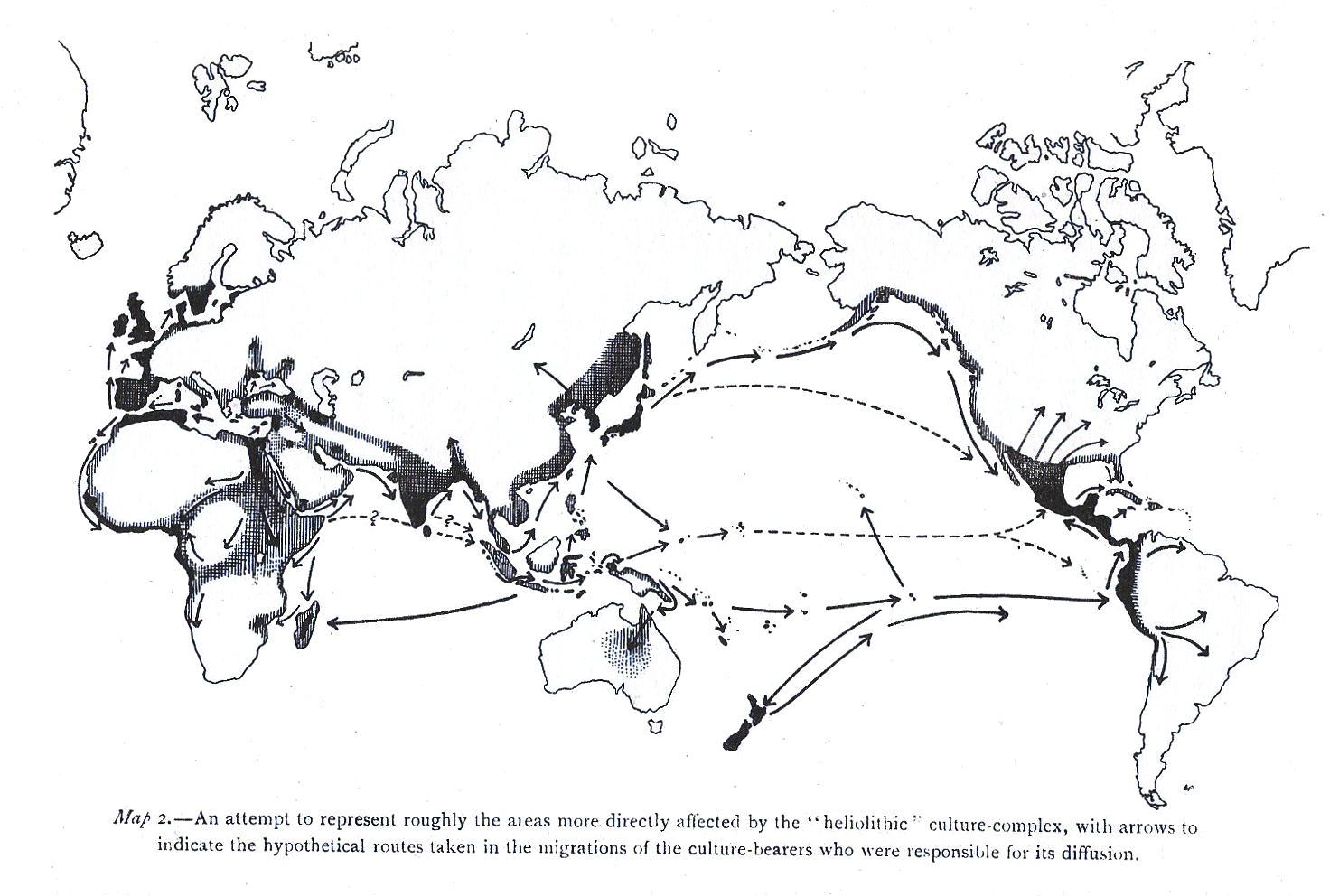
Mapa da hiper-difusão cultural a partir do Egito, por Grafton Elliot Smith

### O raciocínio indutivo
A História da cultura usa o raciocínio indutivo, ao contrário da arqueologia processual, que salienta a importância do método hipotético-dedutivo. Para ser melhor aplicado, ele requer um registro histórico para apoiá-lo. Por mais que inicialmente a arqueologia tenha se focado no mundo clássico, ela veio a confiar e espelhar as informações fornecidas pelos historiadores da Antiguidade que já poderiam explicar muitos dos eventos e motivações que não necessariamente sobrevivem no registro arqueológico. A necessidade de explicar sociedades pré-históricas sem este registro histórico inicialmente poderia ser tratada com os paradigmas estabelecidos para períodos posteriores, mas, como mais e mais material foi sendo escavado e estudado, ficou claro que a história da cultura não podia explicar tudo.
Técnicas de fabricação e comportamento econômico podem ser explicadas através de culturas e abordagens de história da cultura, mas os eventos mais complexos e envolvendo menos exemplos concretos no registro material são mais difíceis de explicar. Para interpretar as crenças religiosas pré-históricas, por exemplo, uma abordagem baseada em culturas se mostrou insuficiente. Historiadores da cultura poderiam catalogar itens, mas, a fim de olhar para além do registro do material no sentido da antropologia e do método científico, eles tiveram de abandonar a sua dependência da cultura material "não-humana". Tais abordagens foram as intenções da arqueologia processual.
A História da cultura não é de forma inútil ou ultrapassada por métodos mais eficazes de pensar. De fato, as explicações difusionistas ainda são válidas em muitos casos e a importância de descrever e classificar achados não desapareceu. Arqueólogos pós-processuais salientam a importância de padrões recorrentes na cultura material, ecoando a abordagem da história da cultura. Em muitos casos, pode-se argumentar que qualquer explicação é apenas um fator dentro de toda uma rede de influências.

## Crítica
Outra crítica feita a esta teoria arqueológica é que muitas vezes ela coloca maior ênfase em estudar os povos do Neolítico e posteriores, ignorando a primeira era humana, o Paleolítico, onde os grupos e as diferenças culturais distintas são menos perceptíveis no registro arqueológico.